# マージェリー・シャープ
マージェリー・シャープ（Margery Sharp、本名クララ・マージェリー・メリタ・シャープ、1905年1月25日 - 1991年3月14日）は、イギリスのファンタジー作家、児童文学作家。ソールズベリー生まれ。ロンドン大学卒業。
1938年に航空機関士のジェオフェリー・キャッスル空軍少佐と結婚。

## 著作リスト

### ミス・ビアンカ(Miss Bianca)シリーズ
冤罪により収監されている人や政治犯を救出する（＝脱獄させる）活動を行なっている、ネズミの世界組織「囚人友の会」で代表を務めるミス・ビアンカ（“ミス”は敬称のMissでありファーストネームは不明）と、事務局長のバーナードの活動を描く。
- 「くらやみ城の冒険」／「小さい勇士のものがたり」The Rescuers(1959)
- 「ダイヤの館の冒険」／「ミス・ビアンカのぼうけん」Miss Bianca(1962)
- 「ひみつの塔の冒険」／「古塔のミス・ビアンカ」The Turret(1963)
- 「地下の湖の冒険」／「地底のミス・ビアンカ」Miss Bianca in the Salt Mines(1966)
- 「オリエントの冒険」Miss Bianca in the Orient(1970)
- 「南極の冒険」Miss Bianca in the Antarctic(1971)
- 「さいごの冒険」Miss Bianca and the bridesmaid(1972)

## 作品の映像化
原作の権利関係がどうなっているのかは不明。
- ディズニー映画「ビアンカの大冒険」（1977、米）
- ディズニー映画「ビアンカの大冒険 ゴールデン・イーグルを救え!」（1990、米）